# Петухов, Игнатий Макарович
Петухо́в Игна́тий Мака́рович (1921—2010) — советский учёный, горный инженер, доктор технических наук, профессор, заслуженный деятель науки и техники РСФСР, основоположник теории и практики прогноза и предотвращения горных ударов в шахтах и рудниках, академик и член президиума Международной академии наук экологии, безопасности человека и природы.

## Биография
Родился 15 февраля 1921 года в деревне Камчатка Мари-Турекского района Марийской автономной области.
В 1946 году окончил Свердловский горный институт (ныне — Уральский государственный горный университет), получил квалификацию горного инженера.
С 1946 по 1956 год работал в должности старшего научного сотрудника Уральского филиала Всесоюзного научно-исследовательского института горной геомеханики и маркшейдерского дела (ВНИМИ).
В 1956 году переведён в Ленинград, где был назначен заведующим лабораторией горных ударов института ВНИМИ.
С 1965 по 1986 год руководил отделом горных ударов в должности заведующего.
В 1986 году назначен главным научным сотрудником ВНИМИ, а в 2007 году — главным научным сотрудником Научного центра геомеханики и проблем горного производства Санкт-Петербургского горного университета.
С 1961 года являлся научным руководителем работ по проблеме динамических явлений в шахтах и рудниках СССР. Был председателем секции горных ударов и выбросов Международного бюро по механике горных ударов и выбросов, а также председателем Комиссии по созданию международной классификации динамических явлений при Европейской экономической комиссии ООН.
С 1996 года являлся научным руководителем Научно-технического совета при Академии горных наук и Госгортехнадзоре России по проблемам геодинамической безопасности при освоении недр и земной поверхности.
Академик и член президиума Международной академии наук экологии, безопасности человека и природы.
Скончался 13 августа 2010 года.
Похоронен в Санкт-Петербурге.

## Научный вклад
Основоположник геомеханики возникновения горных ударов при подземной разработке месторождений полезных ископаемых.
Под руководством и при непосредственном участии И. М. Петухова разработаны почти все основные способы прогноза удароопасности и предотвращения горных ударов в шахтах и рудниках СССР. В том числе, созданы методы расчёта безопасного размера целиков в удароопасных условиях и усовершенствован метод применения защитных пластов.
В последнее десятилетие своей научной деятельности создал и возглавил новое направление в обеспечении безопасности горных работ и недропользования в целом, которое получило название «геодинамическое районирование» («геодинамика недр»).
Автор более 300 печатных трудов, научного открытия № 337 «Закономерности разрушения горных пород в подземных условиях» и более 100 патентов и авторских свидетельств.
Под руководством И. М. Петухова подготовлено 14 докторов и более 40 кандидатов технических наук.

## Награды
Награждён Орденом Трудового Красного Знамени, медалями «50 лет Победы в Великой Отечественной войне 1941—1945 гг.», «В ознаменование 100-летия со дня рождения В. И. Ленина», «Ветеран труда».
Заслуженный деятель науки и техники РСФСР.
В 1971 году удостоен Государственной премии СССР за разработку и внедрение комплекса мер борьбы с горными ударами на шахтах СССР.
Лауреат Премии Правительства Российской Федерации.
Почётный член Российской академии естественных наук
Полный кавалер отраслевой награды «Шахтёрская Слава».

## Публикации
- Механика горных ударов и выбросов / И. М. Петухов, А. М. Линьков. — Москва : Недра, 1983. — 279 с. : ил.
- Предотвращение горных ударов на рудниках / И. М. Петухов, П. В. Егоров, Б. Ш. Винокур. — М. : Недра, 1984. — 230 с. : ил.
- Геодинамика недр / И. М. Петухов, И. М. Батугина. — 2. изд., перераб. и доп. — М. : Недра коммюникейшенс, 1999. — 287 с. : ил., карт., табл. — ISBN 5-85723-013-6
- Горные удары на угольных шахтах / И. М. Петухов. — 2-е изд., перераб. и доп. — СПб. : ФГУП «Гос. НИИ горн. геомеханики и маркшейд. дела — МНЦ ВНИМИ», 2004 (ГУП Тип. Наука). — 237 с. : ил., табл.; 22 см. — ISBN 5-902531-01-2